# Hoplitis inconspicua
Hoplitis inconspicua là một loài Hymenoptera trong họ Megachilidae. Loài này được Tkalcu mô tả khoa học năm 1995.